# 2009 JT18
2009 JT18, também escrito como 2009 JT18, é um objeto transnetuniano que está localizado no Cinturão de Kuiper, uma região do Sistema Solar. Ele possui uma magnitude absoluta de 8,6 e tem um diâmetro estimado com 84 km.

## Descoberta
2009 JT18 foi descoberto no dia 15 de maio de 2009.

## Órbita
A órbita de 2009 JT18 tem uma excentricidade de 0,269 e possui um semieixo maior de 44,005 UA. O seu periélio leva o mesmo a uma distância de 32,189 UA em relação ao Sol e seu afélio a 55,822 UA.